# Лейла Зана
Лейла Зана (курд. Leyla Zana) — курдська правозахисниця, колишній депутат турецького парламенту (1991—1994), засуджена до 15 років позбавлення волі за принесення перед парламентом присяги курдською мовою.
9 листопада 1995 року Європарламент ухвалив рішення про присвоєння Лейлі Зана міжнародної премії імені Сахарова за правозахисну діяльність. Однак отримати премію вона змогла тільки після свого звільнення в 2004 році.

## Життєпис
Лейла Зана народилася в травні 1961 року в містечку Сильван провінції Діярбакир, на південному сході Туреччини. Коли їй було 14 років, батьки видали її заміж за Мехді Зана, що був мером міста Діярбакир до військового перевороту 1980 року. У 1991 році Лейла Зана стала першою курдською жінкою, обраною до турецького парламенту.
Протягом тривалого часу вживання курдської мови в Туреччині вважалося кримінальним злочином. Лише до початку 1990-х років вона була легалізована, проте її вживання в громадських місцях все ще перебувало під забороною. Так, коротка промова Лейли Зана курдською мовою в турецькому парламенті, обернулася гучним скандалом і надалі стала однією з підстав її арешту. Зачитавши депутатську присягу турецькою мовою, Зана завершила свою промову фразою курдською мовою.
Демократична партія, в яку входила Лейла Зана, була заборонена. Потім, в березні 1994 року, Лейла Зана і ще вісім членів парламенту від демократичної партії, в тому числі Махмут Алинак, були позбавлені депутатської недоторканності. У грудні того ж року Лейла Зана разом з трьома іншими депутатами Демократичної партії — Хатіпом Діджле, Селімом Садаком і Орханом Доганом, вона була заарештована за звинуваченням у державній зраді і членстві в Робітничій партії Курдистану (КРП).
Зана категорично заперечувала свою провину, проте на підставі показань свідків, імовірно отриманих під тортурами, Зана і троє її однопартійців були засуджені до 15 років тюремного ув'язнення.
Організація «Міжнародна амністія» визнала Лейлу Зана в'язнем совісті. У 1994 році вона була відзначена премією Рафто, а в 1995 році Європейський парламент нагородив її премією імені А. Д. Сахарова. Вона також була відзначена премією Бруно Крайського.
Під час перебування у в'язниці вона написала книгу «Записки з в'язниці».
Справа Лейли Зана було подано на перегляд до Верховного апеляційного суду після того, як в 2003 році Європейський суд з прав людини визнав вердикт турецького суду несправедливим.
У червні 2004 року Лейла Зана і її однопартійці були звільнені.
У січні 2005 року Європейський суд з прав людини зобов'язав Туреччину виплатити колишнім членам Демократичної партії по € 9 000 за порушення права на свободу самовираження.
У 2005 році Лейла Зана вступила в Партію демократичного суспільства (ПДС; тур. Demokratik Toplum Partisi, DTP) і продовжила політичну діяльність.
10 квітня 2008 року суд міста Діярбакир засудив Лейлу Зана до 2 років в'язниці за звинуваченням у поширенні "терористичної пропаганди ": під час політичного мітингу в 2007 році колишній депутат турецького парламенту заявила, що у курдів є 3 лідери — 1-й Президент Автономного Регіону Іракський Курдистан Масуд Барзані, 6-й Президент Іраку Джаляль Талабані і в цей час ув'язнений лідер Робітничої партії Курдистану Абдулла Оджалан.
11 грудня 2009 року Конституційний суд Туреччини ухвалив рішення про заборону Партії демократичного суспільства — на думку турецьких суддів, ПДС була загрозою для національної безпеки держави внаслідок своїх контактів з Робітничою партією Курдистану.
8 квітня 2010 року турецький суд засудив Лейлу Зана до 3 років тюремного ув'язнення за звинуваченням в «поширенні терористичної пропаганди».